# Unione Sportiva Arezzo 1990-1991
Questa pagina raccoglie le informazioni riguardanti l'Unione Sportiva Arezzo nelle competizioni ufficiali della stagione 1990-1991.

## Rosa
| N. |                   | Ruolo | Calciatore             |
| -- | ----------------- | ----- | ---------------------- |
|    | Italia (bandiera) | D     | Daniele Berti          |
|    | Italia (bandiera) | C     | Michele Biagianti      |
|    | Italia (bandiera) | A     | Bongiorni Massimiliano |
|    | Italia (bandiera) | A     | Alberto Briaschi (II)  |
|    | Italia (bandiera) | C     | Stefano Butti          |
|    | Italia (bandiera) | A     | Maurizio Cammarieri    |
|    | Italia (bandiera) | D     | Diego Caverzan         |
|    | Italia (bandiera) | C     | Fabrizio De Poli       |
|    | Italia (bandiera) | C     | Alessio Di Mella       |
|    | Italia (bandiera) | C     | Cristiano Di Tommaso   |
|    | Italia (bandiera) | A     | Danilo Di Vincenzo     |
|    | Italia (bandiera) | P     | Paolo Fabbri           |
|    | Italia (bandiera) | D     | Stefano Frescucci      |

| N. |                   | Ruolo | Calciatore           |
| -- | ----------------- | ----- | -------------------- |
|    | Italia (bandiera) | C     | Claudio Luperto      |
|    | Italia (bandiera) | D     | Mascheretti Claudio  |
|    | Italia (bandiera) |       | Alessio Masoni       |
|    | Italia (bandiera) | P     | Franco Paleari       |
|    | Italia (bandiera) | C     | Gianluca Petrachi    |
|    | Italia (bandiera) | C     | Marco Pizzoni        |
|    | Italia (bandiera) | D     | Roberto Ripa         |
|    | Italia (bandiera) | D     | Giuseppe Scattini    |
|    | Italia (bandiera) | A     | Tonino Stilo         |
|    | Italia (bandiera) | C     | Mark Tullio Strukelj |
|    | Italia (bandiera) | D     | Andrea Sussi         |
|    | Italia (bandiera) | A     | Rosario Zoppis       |

## Risultati

### Campionato

#### Girone di andata
| Arbitro: | Zucchini (Bologna) |

|                                             |           |  |
| Zoppis 11’ Pizzoni 59’ Alberto Briaschi 75’ | Marcatori |  |

| 23 settembre 1990 2ª giornata | Giarre | 1 – 0 | Arezzo |  |

| 30 settembre 1990 3ª giornata | Arezzo | 0 – 0 | Fidelis Andria |  |

| 7 ottobre 1990 4ª giornata | Monopoli | 1 – 0 | Arezzo |  |

| 14 ottobre 1990 5ª giornata | Arezzo | 1 – 1 | Ternana |  |

| 21 ottobre 1990 6ª giornata | Palermo | 2 – 1 | Arezzo |  |

| 4 novembre 1990 7ª giornata | Arezzo | 0 – 1 | Casarano |  |

| 11 novembre 1990 8ª giornata | Torres | 1 – 1 | Arezzo |  |

| 18 novembre 1990 9ª giornata | Arezzo | 0 – 0 | Perugia |  |

| 25 novembre 1990 10ª giornata | Siracusa | 1 – 1 | Arezzo |  |

| 2 dicembre 1990 11ª giornata | Arezzo | 1 – 0 | Licata |  |

| 9 dicembre 1990 12ª giornata | Casertana | 2 – 2 | Arezzo |  |

| 16 dicembre 1990 13ª giornata | Arezzo | 1 – 1 | Siena |  |

| 30 dicembre 1990 14ª giornata | Arezzo | 1 – 0 | Catania |  |

| 6 gennaio 1991 15ª giornata | Catanzaro | 0 – 0 | Arezzo |  |

| 13 gennaio 1991 16ª giornata | Arezzo | 1 – 0 | Battipagliese |  |

| 20 gennaio 1991 17ª giornata | Campania Puteolana | 1 – 0 | Arezzo |  |

#### Girone di ritorno
| Arbitro: | Minotti (Frosinone) |

|                |           |                       |
| Riccitelli 68’ | Marcatori | 78’ (aut.) Riccitelli |

| 10 febbraio 1991 19ª giornata | Arezzo | 1 – 0 | Giarre |  |

| 17 febbraio 1991 20ª giornata | Fidelis Andria | 0 – 0 | Arezzo |  |

| 24 febbraio 1991 21ª giornata | Arezzo | 0 – 2 | Monopoli |  |

| 3 marzo 1991 22ª giornata | Ternana | 0 – 0 | Arezzo |  |

| 17 marzo 1991 23ª giornata | Arezzo | 0 – 0 | Palermo |  |

| 24 marzo 1991 24ª giornata | Casarano | 1 – 1 | Arezzo |  |

| 30 marzo 1991 25ª giornata | Arezzo | 1 – 0 | Torres |  |

| 7 aprile 1991 26ª giornata | Perugia | 2 – 1 | Arezzo |  |

| 14 aprile 1991 27ª giornata | Arezzo | 1 – 0 | Siracusa |  |

| 28 aprile 1991 28ª giornata | Licata | 2 – 1 | Arezzo |  |

| 5 maggio 1991 29ª giornata | Arezzo | 0 – 0 | Casertana |  |

| 12 maggio 1991 30ª giornata | Siena | 0 – 0 | Arezzo |  |

| 19 maggio 1991 31ª giornata | Catania | 1 – 2 | Arezzo |  |

| 26 maggio 1991 32ª giornata | Arezzo | 0 – 0 | Catanzaro |  |

| 2 giugno 1991 33ª giornata | Battipagliese | 1 – 4 | Arezzo |  |

| 9 giugno 1991 34ª giornata | Arezzo | 0 – 0 | Campania Puteolana |  |